# 国民革命军第三十二军
国民革命军第三十二军，历史上4次组建。

## 中央嫡系第一军第20师组成的第1个第三十二军
1926年国民革命军第一军由广东出师北伐后，第一军第20师留守广东后方。1927年9月，钱大钧作为南京国民政府中央代表，在广州支持李济深清党。第20师扩编组建第三十二军为清党武力后盾：
- 军长钱大钧
- 第18师，师长胡谦（后苏士安）
- 第20师，师长王文翰（后蔡忠）
- 新编第1师，师长蔡熙盛
- 独立第4师，师长张贞

1928年7月第三十二军全部及国民革命军第九军第21师缩编为第3师。

## 晋军商震部组成的第1个第三十二军
中原大战后，1931年1月晋军第一军商震部接受张学良的改编为第三十二军
- 军长商震
- 第66师，杨效欧任师长
- 第67师，冯鹏翥任师长

1931年7月，石友三率部反张学良，第66师调归第三十四军。商震率第67师的到198旅、第199旅奉命出晋，参加讨伐石友三的作战。1932年4月，该军进行整编，
- 第198旅改番号为独立第39旅，黄光华任旅长
- 第199旅改番号为独立第41旅，高鸿文任旅长
- 新兵旅改番号为独立第42旅，李吉村任旅长

1933年1月，该军由山西开赴河北。1933年2月，因参加长城抗战，该军各旅扩编为师：
- 独立第39旅扩编为第139师，黄光华任师长
- 独立第41旅扩编为第141师，高鸿文任师长
- 独立第42旅扩编为第142师，李吉村任师长

1936年，该军由河北邯郸移防山西。1936年3月，参加阻止红军东征的山西战役。
1937年7月该军隶属国民革命军第二十集团军，参加平汉路北段沿线抗战和黄河防守作战。1938年10月，商震升任第20集团军总司令兼军长
- 李竟容任副军长
- 第139师，李兆英任师长
- 第141师，唐永良任师长
- 第142师，傅立平任师长

1938年5月，该军参加豫鲁皖边地区之作战，担任祖粮寨迄黄河铁桥间的河防任务。1938年6月，参加武汉会战，在赣北地区担任东乡、进贤及梁家渡、武溪市、樵市诸要点的守备任务。1939年3月，参加南昌会战，担任守备南昌的任务。南昌失守后，第142师奉命调往皖北调归国民革命军第九十二军。至此，该军下辖第139、第141两个师。1939年9月，先后参加了第一次长沙会战和1939年冬季攻势作战。1940年商震免除军长兼职，由宋肯堂继任军长，隶属国民革命军第十九集团军，开赴四川巫山地区整训。1941年9月，该军由四川开往湖北，隶属长江上游江防总司令部，参加第二次长沙会战中非主战场之牵制性作战。1942年，该军改隶国民政府军事委员会直辖，同时将国民革命军第八军第5师调归该军建制。此时，该军下辖：
- 第139师，孙定超任师长
- 第141师，林作桢任师长
- 第5师，刘雪瀚任师长

1943年，该军第5师改隶国民革命军第九十四军，另将国民革命军第十八军暂编第34师改隶属该军建制，贾广文任师长。1943年2月至年底，该军先后参加了鄂西会战和常德会战。在常德会战后，该军撤回湖北整补。1944年6月，军长宋肯堂升任第26集团军总司令，由唐永良继任军长，赵毅、王严任副军长。唐永良为保定军校第五期（与傅作义同期），原是军阀商震的老部下。此时，该军下辖第139、第141师和暂编第34师。1945年初，该军暂编第34师被裁减。至此，该军仅下辖第139、第141师。3月，该军由湖北调至河南，参加豫北战役，担任豫北守备任务。 
1946年5月该军改编为整编第三十二师，隶属济南王耀武管辖的第2绥靖区。
- 师长唐永良
- 整编第139旅，旅长孙定超
- 整编第141旅，旅长林作桢

1947年7月，该师由豫北战场紧急调往鲁西南战场，在鲁西南战役中被基本歼灭，残部逃到济宁，参加济宁防御作战。1947年10月，整编第32师调至济南休整，师长唐永良因案被撤职，周庆祥接任师长。1948年3月11日，该军在胶济路西段战役，于周村遭到华野九纵“中心突破，四面开花”突袭，19小时30分钟战斗，周村守军1.5万多人全被歼，周庆祥化妆后逃出，归队后遭扣押，解送南京军法处会审，1948年7月10日以贻误戎机罪被枪决于南京雨花台。
在济南重建整编第32师，隶属整编第96军：
- 师长施忠诚
- 第57旅，旅长李镇
- 新编第36旅，旅长张汉铎

1948年9月，整编第32师恢复第三十二军番号：
- 军长赵琳
- 第57师
- 新编第36师

整編第32師第57旅於1948年7月空運濟南，於濟南戰役後負滅。重建的第57師回歸國民革命軍第七十四軍建制。整編第32師新編第36旅留駐青島，於1948年10月擴編為第252師。

## 山东地方武装组成的第4个第三十二军
1949年春，在青岛以山东地方武装为基础组建第三十二军，隶属第11绥靖区。军长赵琳，辖第252、第255、第266师。1949年5月，第三十二军撤退至海南岛定安县，一上岛便向琼东北解放区进攻。对如此突变的情况，中共琼崖区党委是未能完全预见到的。琼崖区党委书记、琼崖纵队司令员冯白驹立即电令前线指挥部停止1949年夏季攻势，各部队分别撤回原来防区，相机出击。1950年2月，抵制薛岳指挥的第三十二军军长赵琳被撤职，海南防卫司令长官部东路总指挥李玉堂兼任该军，担负文昌、琼东、嘉積、榆林一线防务，编制如下：
- 副军长康乐三（东北讲武堂、鲁东师管区副司令、第32军参谋长、代理军长）
- 第252师：原为姜黎川保安第一旅，后为高芳先青岛保安总队/青岛保安师/青岛保安旅。师长刘志良、刘宝亮(即杨名)、汪禹模、康乐三（1949年10月-） 副師長武偉治。1949年1月26日夜22时30分，第754团上校团长方本壮（黄埔军校洛阳分校第十四期）、副团长张德义率该团在即墨城南二十里许的惜福镇纸房村一带举行起义，把部队1100多人拉到即东县所在地店集，2月17日改编为胶东军区警备团，4月15日编为华东军区警备第五旅第十五团，团长方本壮、政委冯愚。[5][6]到海南岛后师部及一个团驻嘉積，两个团驻乐会、万宁及琼东之长坡市，乐会之北鳌港。
- 第255师：原青岛警备司令部第三旅。师长李焕阁、麦劲东（黄埔七期）、李鸿慈（黄埔四期）、柴正源。到海南岛后驻定安县南部之龙门、岭口、翰林、新市、龙塘、南闾及琼山之屯昌，师部驻龙门
- 第256师耿若天(黄埔十二期）。到海南岛后进驻万宁县。
- 第266师：原山东保安一旅。师长冯陈豪（冯尘豪）。到海南岛后师部及直属部队驻文昌县城，一个团驻文海干线，一个团驻文城至嘉積之干线，一个团驻文昌东北一带。

1950年发生海南岛战役。1950年4月17日，解放军第十五兵团主力2个军强渡琼州海峡、登陆海南岛后，海南防卫总司令薛岳急调第32军第252师主力前往澄迈东北的美亭地区，阻挡向黄竹、美亭挺进的解放军第四十三军。4月20日，解放军第四十三军第128师主力到达美亭、黄竹地区，与增援澄迈的第32军第252师师部及754团、755团一个营相遇，128师当即将国民党军包围，并发起猛烈攻击。第754团据守黄竹村。从屯昌过来的第62军第151师和第32军第252师第756团、第755团大部，从金江火速增援黄竹、美亭，并对解放军第128师实施反包围。解放军43军第127师、128师一个营迅速进至美亭、白莲地区，在茅草山、平顶山、风门岭、黑树岭、那利、潭城一带阻击由海口增援美亭、黄竹的第62军主力、暂编13师余部、步兵教导师大部、第32军一部，保障128师主力歼敌。21日下午，人民解放军第四十军近2万人抵达战场，直插到黄竹、美亭东西两侧的白莲、风门岭、安仁、加岭山、北排山一带，对国军进行钳形再包围。第十五兵团电示第四十三军：不能两面受敌，务必打下黄竹、美亭，集中力量反包围。美亭决战全歼黄竹、美亭地区第252师师部、第754团全部、第755团1个营，以及增援的4个团，击溃东线、北线6个团进攻，紧接着打垮了第62军主力、暂编18师残部、教导师大部和第32军一部。22日清晨，美亭地区东北线国军全线崩溃，向海口撤逃。该军其余部队于4月25日在万宁遭到重创，残部于4月28日撤往台湾。

## 参見
- 中華民國陸軍步兵第一三七旅